# William Reeves
William Reeves (Toronto, 5 maggio 1959) è un animatore canadese.
Soprattutto noto per aver lavorato con John Lasseter nell'animazione dei cortometraggi Luxo Jr., The Adventures of André and Wally B. e Tin Toy
Dopo aver conseguito un Bachelor of Mathematics presso l'Università di Waterloo e aver completato un dottorato di ricerca all'Università di Toronto, venne assunto da George Lucas come membro della Computer Division di Lucasfilm, Computer Graphics Group. Era uno dei dipendenti fondatori della Pixar quando passò nel 1986 a Steve Jobs. Inventò il primo algoritmo Motion Blur e dei metodi per simulare il movimento delle particelle in CGI.
Lasseter e Reeves ricevettero l'Oscar al miglior cortometraggio d'animazione nel 1989 per  Tin Toy  e proseguirono la loro collaborazione vestendo il primo i panni di regista, sceneggiatore e animatore, mentre il secondo quelli di direttore tecnico supervisore per il primo lungometraggio in grafica computerizzata, Toy Story - Il mondo dei giocattoli.
Nel 1996 fu il secondo a vincere la J.W. Graham Medal, nominata in onore di Wes Graham (uno dei primi influenti professori di Informatica all'Università di Waterloo) e assegnata ogni anno a un influente alunno della Facoltà di Matematica dell'Università.

## Filmografia
- Star Trek II - L'ira di Khan (Star Trek II: The Wrath of Khan) (1982) (Computer Graphics Artist: Industrial Light & Magic)
- Il ritorno dello Jedi (The Return of the Jedi) (1983) (Computer Graphics: Industrial Light & Magic)
- The Adventures of André and Wally B. (1984) (Forest Design And Rendering/Models: Andre/Wally)
- Piramide di paura (Young Sherlock Holmes) (1985) (Computer Animation: Industrial Light & Magic)
- Luxo Jr. (1986) (Produttore/Modellatore/Rendering)
- Il sogno di Red (Red's Dream) (1987) (Direttore tecnico/Modellatore e addetto al software d'animazione)
- Tin Toy (1988) (Produttore/Direttore tecnico/Modellatore/Animatore addizionale)
- Toy Story - Il mondo dei giocattoli (Toy Story) (1995) (Supervisore alla direzione tecnica/modellatore/Sviluppatore del sistema d'animazione e del Renderman)
- A Bug's Life - Megaminimondo (A Bug's Life) (1998) (Supervisore alla direzione tecnica)
- Alla ricerca di Nemo (Finding Nemo) (2003) (Sviluppo tecnico)
- Gli Incredibili - Una normale famiglia di supereroi (The Incredibles) (2004) (Sviluppo tecnico)
- Cars - Motori ruggenti (Cars) (2006) (Sviluppo tecnico)
- Ratatouille (2007) (Supervisore Global Technology)
- Up (2009) (Ingegnere Global Technology)
- Toy Story 3 - La grande fuga (Toy Story 3) (2010) (Supervisore Global Technology)
- Monsters University (2013) (Global Illumination)
- Inside Out (2015) (Supervisore alla seconda unità e alle masse e al Global Technology)